# Маска Димитриоса
«Маска Димитриоса» (англ. The Mask of Dimitrios) — фильм-нуар режиссёра Жана Негулеско, вышедший на экраны в 1944 году.
Сценарий фильма написал Фрэнк Грубер по одноимённому роману известного британского детективного писателя Эрика Эмблера, вышедшему в США в 1939 году под названием «Гроб Димитриоса» (в Англии роман вышел под тем же названием, что и фильм).
В центре внимания картины — личность жестокого и коварного международного преступника Димитриоса Макропулоса (Закари Скотт), следы деятельности которого в различных европейских странах разыскивают детективный писатель Корнелиус Лайден (Питер Лорре) и желающий отомстить Димитриосу его бывший сообщник мистер Питерс (Сидни Гринстрит). Сюжет охоты за гением преступного мира в различных странах в дальнейшем неоднократно использовался в кино, в частности, во многих фильмах о Джеймсе Бонде.
Наряду с такими нуаровыми триллерами, как «Третий человек» (1949), «Дипкурьер» (1952) и «Мистер Аркадин» (1955), фильм относится к редкому типу нуара, действие которых происходит в странах восточной и центральной Европы.

## Сюжет
В 1938 году на пляж Стамбула воды выносят труп мужчины. Тело долго находилось в воде и сильно разбухло, но имени на подкладке пиджака и обнаруженному удостоверению личности полиция устанавливает имя убитого — Димитриос Макропулос. После этого полковник турецкой полиции Хаки (Курт Кэтч) объявляет дело Макропулоса официально закрытым.
Вскоре на одном из приёмов полковник Хаки знакомится с приехавшим в Стамбул голландским автором детективов Корнелиусом Лайденом (Питер Лорре), поклонником творчества которого является. Хаки решает рассказать Лайдену о Димитриосе Макропулосе. Полковник говорит, что охотился за Димитриосом в течение 20 лет, и составил обширное досье его преступлений, которое включает шантаж, убийства, контрабанду, шпионаж и многое другое. Однако полиции ни разу не удалось задержать Димитриоса, более того, у полиции даже нет его фотографии. Писатель просит показать ему тело Димитриоса, и они едут в морг. Показывая труп, Хаки говорит, что его пырнули в бок ножом и потом выбросили в Босфор, после чего оно довольно долго плавало в море. Перебравшись в гостиничный номер Лайдена, полковник Хаки рассказывает писателю биографию преступника (действие переносится в 1922 год):
Димитриос Макропулос родился в 1889 году, он был сиротой и рос в нищете. Хаки впервые услышал о Димитриосе в 1922 году в Смирне, где в то время действовало военное положение. Димитриос (Закари Скотт) работал там упаковщиком инжира. Отчаянно желая быстро разбогатеть, он подговорил своего знакомого Абдулу ограбить местного бизнесмена. Они проникли в дом жертвы, но вместо того, чтобы просто его ограбить, как первоначально планировалось, к удивлению Абдулы Димитриос ножом перерезал бизнесмену горло и только потом спокойно забрал все его деньги. Вскоре полиция задержала Абдулу в трактире на глазах у Димитриоса, которому удалось незаметно сбежать. Хотя Абдула не сознался в убийстве, утверждая, что его совершил Димитриос, суд быстро приговорил его к смертной казни, а Димитриос тем временем перебрался в Афины…
Лайден решает проследить дальнейшую биографию Димитриоса, с тем, чтобы, возможно, использовать её в своей новой книге. Полковник передаёт Лайдену список наиболее серьёзных преступлений Димитриоса с указанием их времени и места совершения. Лейден решает проехать по всем указанным там адресам.
Тем временем некий полный мужчина, мистер Питерс (Сидни Гринстрит) узнаёт из газет о смерти Димитриоса. После этого он направляется в полицейский морг Стамбула с тем, чтобы собственными глазами увидеть тело, однако ему сообщают, что оно было уничтожено несколько часов назад.
Добравшись до Афин, Лайден находит в архиве досье на Димитриоса с указанием его контактов. Пришедший в архив по тому же делу мистер Питерс видит там Лайдена, после чего незаметно выходит из помещения. Когда Лайден направляется на поезде в Софию, мистер Питерс оказывается с ним в одном купе. Он знакомится и пытается завязать разговор, однако писатель быстро ложится спать. Утром, провожая Лайдена, мистер Питерс замечает, что в мире не хватает доброты, и рекомендует гостиницу, в которой можно остановиться. В Софии через журналиста, который занимался делом Димитриоса, Лайден находит его бывшую любовницу, владелицу ночного клуба, очаровательную Ирану Превезу (Фэй Эмерсон), которая рассказывает историю их отношений (действие переносится в 1923 год):
Димитриос жил в Софии в нищете, ему было нечем заплатить за комнату, и домовладелец пригрозил выгнать его на улицу. В тот день Ирана, которая в то время жила в соседней комнате, подъехала к дому в компании своего любовника, по виду очень богатого и уважаемого человека. Когда Ирана прошла в свою комнату, Димитриос попросил у неё немного поесть и небольшую сумму денег взаймы. На следующий день он вернулся с большими деньгами и щедро расплатился с ней, заявив, что деньги он добыл путём шантажа её богатого женатого любовника. Димитриос приглашает её в ресторан, где Ирана признаётся, что любит его. Прямо в ресторане Димитриоса задерживает полиция по подозрению в причастности к антиправительственной организации, однако на следующий день его отпускают, и он выходит из полицейского участка в сопровождении некого респектабельного политического деятеля, который наедине даёт Димитриосу важное задание. Вскоре Ирана узнаёт, что на премьера Болгарии совершено покушение. В этот момент в её квартиру врывается возбуждённый Димитриос и просит, чтобы она обеспечила ему алиби. Пришедшей вскоре полиции Ирана говорит, что Димитриос весь день провёл с ней дома. После этого Димитриос берёт у Ираны взаймы приличную сумму денег, обещая вскоре вернуть всё с процентами, и скрывается. С тех пор Ирана его не видела, а деньги он так и не вернул…
Когда Лайден возвращается в свой номер, к своему удивлению он обнаруживает там Питерса, который что-то ищет. Питерс наставляет на Лайдена пистолет и требует того объяснить, кто он такой, почему он так интересуется Димитриосом и какова цель его расследования. Питерс говорит, что следил за Лайденом от Афин, где заметил его в архиве. Он также выясняет, что Лайден был в морге и видел тело Димитриоса до того, как его уничтожили. Когда Лайден описывает труп и что при нём было найдено, Питерс выражает сомнение в том, что Димитриос действительно мёртв. Затем Питерс предлагает союз, так каждый из них знает то, что не знает другой, и вместе они составят идеальную пару. Питерс предлагает Лайдену полмиллиона французских франков как его долю в деле получения денег за информацию, которой они вместе владеют, однако писатель отказывается, утверждая, что он занимается этим делом только из личного и творческого интереса. Тем не менее, между ними устанавливаются хорошие деловые отношения.
Питерс отговаривает Лайдена от поездки в Белград, где разворачивалось очередное крупное дело Димитриоса, и вместо этого рекомендует ему поехать в Женеву для встречи с живущим там международным шпионом Владиславом Гродеком (Виктор Франсен), который может рассказать о деятельности Димитриоса в Югославии больше, чем кто-либо другой. Сам Питерс отправляется в Париж, где предположительно, надеется найти следы Димитриоса.
С рекомендательным письмом от Питерса Лайден приезжает в богатый дом Гродека, сообщая ему о цели своего визита. Так как Гродек сам отчасти стал жертвой Димитриоса, он соглашается помочь расследованию Лайдена и рассказывает свою историю отношений с этим международным преступником (действие переносится в 1926 год):
В то время Гродек находился в Белграде, где выполнял секретное задание итальянской разведки — добыть карты югославских минных полей. Гродек нанял для выполнения этого задания Димитриоса, который познакомился с чиновником Военно-морского министерства Карелом Буличем (Стивен Герей). Представившись немецким коммерсантом, Димитриос просит Булича оказать небольшое содействие в продвижении контракта на поставку биноклей для югославской армии. Тихий и забитый Булич, чтобы ублажить потребности своей молодой и красивой жены, очень нуждается в деньгах и пытается повлиять на решение по закупкам, однако у него ничего не получается. Тем не менее, Димитриос говорит, что Булич очень помог заключению нужного контракта и выплачивает ему очень приличный гонорар, на который чиновник покупает дорогие подарки жене. Затем Димитриос приглашает Булича с женой в дорогой ресторан, где знакомит его с крупным немецким промышленником, роль которого играет Гродек. Они обещают Буличу большие гонорары в будущем и приглашают его поиграть в частном казино, которое находится в одном из залов ресторана. Булич не хочет играть, однако ему неудобно отказать столь уважаемым людям, в компании которых он оказался. В итоге он садится играть в рулетку, им овладевает азарт, и очень скоро выясняется, что он проиграл огромную сумму денег. Димитриос проводит Булича к управляющему казино, который под гарантии Димитриоса соглашается отсрочить погашение Буличем долга на один день. Оставшись наедине, Димитриос обещает Буличу, что всё уладит, более того, заплатит ему ещё немало денег, если Булич на ночь принесёт ему карту югославских минных полей, которая висит в его кабинете. Ночью Булич похищает карту и приносит её Димитриосу, который расплачивается с ним. Гродек и Димитриос быстро перефотографируют карты, после чего Гродек платит Димитриосу 50 тысяч французских франков. Однако, Димитриос достаёт пистолет, и под угрозой оружия забирает у Гродека и деньги, и карты, которые решил продать самостоятельно. Однако сделать это Димитриосу не удалось, так как Булича стала мучить совесть. В итоге он обо всём рассказал властям, а затем покончил жизнь самоубийством. В итоге карты потеряли свою актуальность. Позднее Гродек достал и продал уже новые карты…
После встреч с Гродеком Лайден направляется в Париж, где находит Питерса, который рассказывает писателю следующую историю:
В 1931 году он был членом оперировавшей в Париже банды контрабандистов, куда входил и Димитриос. В определённый момент Димитриос выдал властям всю банду, в том числе, и Питерса, который отсидел долгий срок в тюрьме. Членом банды контрабандистов был также некто Константин Голлас, который после выхода из тюрьмы решил найти Димитриоса и отомстить ему. Питерс поддержал Голласа и даже помог ему деньгами. В итоге Голлас нашёл Димитриоса в Париже, который вёл богатую жизнь под вымышленным именем. Однако, Голлас хотел лишь шантажировать Димитриоса, а не убить его, что, по словам Питерса, было ошибкой. Димитриос взял его в круиз по Эгейскому морю, там убил его и сбросил его тело в Босфор, подложив в его карманы документы на своё имя. Перед отправлением Голлас послал Питерсу записку о своих планах, и Питерс должен был встретить его в Стамбуле. В итоге, в Стамбуле наши пути начали пересекаться, говорит Питерс Лайдену.
Питерс показывает фотографию Голласа, в котором Лайден узнаёт того "Димитриоса", труп которого ему показывали в стамбульском морге. Питерс говорит, что поскольку Лайден был единственным человеком, который видел труп в стамбульском морге, его свидетельство потребуется для шантажа Димитриоса.
Питерс уже нашёл Димитриоса и написал ему письмо с требованием заплатить миллион франков в обмен на молчание. На встрече в условленном месте, услышав свидетельство Лайдена, Димитриос соглашается заплатить выкуп в миллион франков. Питерс и Лайден уходят от хвоста, посланного Димитриосом, скрываясь в метро, и успешно добираются до дома. На следующее утро в условленное место курьер доставляет деньги и передаёт их Питерсу. Когда Питерс приезжает домой и распаковывает деньги, в дверях квартиры неожиданно появляется Димитриос с пистолетом в руке. Он стреляет в Питерса, а затем собирается выстрелить и в Лайдена, но тому удаётся выбить оружие из его рук. Начинается драка между Лайденом и Димитриосом, в этот момент Питерс подбирает оружие и направляет его на Димитриоса.
Когда Лайден выходит из комнаты, чтобы вызвать полицию, за кадром слышны звуки выстрелов, прибывшая вскоре полиция видит застреленного Димитриоса, и задерживает Питерса, который не сопротивляется аресту, явно испытывая удовлетворение от сделанного. Пока его уводит полиция, Питерс просит Лайдена прислать ему экземпляр романа, который он напишет о Димитриосе — «Там, куда я отправляюсь, у меня будет много времени для чтения». Его последними словами перед окончанием фильма стали: «Видишь, в мире не достаточно доброты».

## В ролях
- Сидни Гринстрит — Мистер Питерс
- Закари Скотт — Димитриос Макропулос
- Фэй Эмерсон — Ирана Правеза
- Питер Лорре — Корнелиус Лайден
- Виктор Франсен — Владислав Гродек
- Стивен Герей — Карел Булич
- Курт Кэтч — Полковник Хаки
- Эдуардо Чианнелли — Марукакис
- Винс Барнетт — картёжник (в титрах не указан)

## Прототип главного героя
Как пишет кинокритик Джеймс Стеффин, «герой Димитриоса имел прототипа в реальной жизни — сэра Бэзила Захароффа (1849—1936). Родившийся в Турции под именем Василейос Захариас и получивший в Европе прозвище „Таинственный человек Европы“, Захарофф был международным торговцем оружием, финансистом, агентом разведки и при этом стал рыцарем Британской империи. Он был известен тем, что пользовался двойниками, и практически никогда не разрешал себя фотографировать».

## Создатели фильма и исполнительных главных ролей
Писатель Эрик Эмблер, на книге которого основан фильм, также написал роман «Необычная опасность», по которому в 1943 году был поставлен военный шпионский триллер «Истоки опасности» (в котором также играли Гринстрит и Лорре). Среди его многочисленных сценариев военная драма «Жестокое море» (1953), которая была удостоена номинации на Оскар, и драма "Гибель «Титаника» (1958). По книгам Эмблера поставлены также фильм нуар «Путешествие в страх» (1943) и британский детектив «Человек октября» (1947). Одним из наиболее популярных фильмов по книгам Эмблера стал приключенческий комедийный триллер Жюля Дассена «Топкапи» (1964).
По мнению критика Джеймса Стеффина, «„Маска Димитриоса“ (1944) часто рассматривается как полноценный режиссёрский дебют рождённого в Румынии Жана Негулеско. Он был снят со своего первого проекта „Женщина из Сингапура“ (1941) в середине работы, хотя и был указан как единственный режиссёр того фильма». Стеффин пишет, что «Негулеско работал сценаристом на студии „Уорнер бразерс“, когда в 1940 году президент студии Джек Уорнер предоставил ему и другим сценаристам, а также постановщикам короткометражных фильмов возможность поставить по низкобюджетному фильму на основе неиспользуемых производственных мощностей студии или сделать римейки ранее неудавшихся проектов». Негулеско предложил сделать новую версию фильма по роману Дэшила Хэммета «Мальтийский сокол» (первая версия фильма вышла в 1931 году и прошла сравнительно незамеченной), но вместо него этот проект получил Джон Хьюстон. Хьюстон отблагодарил Негулеско, порекомендовав ему роман «Гроб для Димитриоса». Когда Негулеско внёс заявку, его новый агент Франк Орсатти, который был известен своим экстравагантным поведением, помахал перед Уорнером 10-тысячной банкнотой, предлагая поспорить на то, что Негулеско завоюет Оскар, если он поставит этот фильм. Хотя Уорнер не принял ставку, он был в достаточной степени впечатлён тактикой давления со стороны Орсатти и заказал Негулеско этот фильм".
В 1948 году Негулеско поставил драму «Джонни Белинда» об изнасилованной глухонемой девушке, которая убивает своего обидчика, этот фильм принёс Негулеско единственную номинацию на Оскар как лучшему режиссёру. К числу других наиболее сильных фильмов Негулеско относятся фильмы нуар «Никто не живёт вечно» (1946, с Фэй Эмерсон) и «Придорожное заведение» (1948), военная драма «Трое вернулись домой» (1950), психологическая драма «Звонок от незнакомца» (1952) и историческая драма «Титаник» (1953).
Негулеско считал Питера Лорре лучшим актёром, работающим в Голливуде, и приложил немало усилий, чтобы добиться его назначения на одну из главных ролей, несмотря на то, что обычно Лорре играл роли второго плана. Самой знаменитой киноработой Лорре стала роль маньяка-убийцы в экспрессионистском нуаровом триллере Фритца Ланга «М» (1931), затем Лорре вновь исполнил роли маньяков в фантастическом фильме ужасов «Безумная любовь» (1935) и в картине «Незнакомец на третьем этаже» (1940), которая многими кинокритиками признаётся как первый классический фильм нуар.
В 1940-е годы Лорре неоднократно играл в паре с Сидни Гринстритом. «Пара Лорре-Гринстрит, очень сильно показавшая себя в „Мальтийском соколе“ (1941) и в „Касабланке“ (1942), заняла центральное место и в „Маске Димитриоса“. Этот фильм стал четвёртым из восьми их совместных киноработ». В дальнейшем Негулеско использовал эту пару вновь, в фильмах «Конспираторы» (1944) и «Три незнакомца» (1946).
«Красавец Закари Скотт дебютировал в этом фильме в главной роли». В дальнейшем его наиболее заметными картинами стали социальная драма Жана Ренуара «Южанин» (1945), а также фильмы нуар «Милдред Пирс» (1945), «Сигнал об опасности» (1945, с Фэй Эмерсон), «Неверная» (1947), «Безжалостный» (1948), «Тень на стене» (1950) и «Рождённая быть плохой» (1950).
«Вскоре после завершения фильма Фэй Эмерсон попала в заголовки газет, когда вышла замуж за сына президента США Франклина Делано Рузвельта». В 1940-е годы Эмерсон сыграла роли второго плана во многих криминальных фильмах, а в 1950-е годы она стала одной из наиболее популярных телеведущих развлекательных программ.

## Оценка критики
Сразу после выхода картины кинокритик Босли Кроутер из «Нью-Йорк таймс» дал ей достаточно негативный отзыв, написав: «Можно понять тех, кто ожидал от соединения „Уорнер бразерс“ и истории Эрика Эмблера чего-то более увлекательного в жанре детективного триллера, чем фильм под названием „Маска Димитриоса“, поскольку братья Уорнеры являются признанными мастерами таких страшных историй, которые пишет мистер Эмблер, а его „Гроб для Димитриоса“, положенный в основу фильма, как говорят, был именно такой книгой. Но, к сожалению, экранная версия не принесла признания ни одной из задействованных сторон. Когда они выбросили гроб из названия, они выбросили из фильма и многое другое, что шло вместе с ним». Кроутер продолжает: «Этот тип мелодрамы требует утончённости в кинематографическом стиле, но сценарий и постановка этой картины выдают довольно неуклюжий, традиционный подход». Журнал «Variety» также был настроен довольно критично по отношению к фильму: «Развиваясь на фоне международных интриг, „Маска Димитриоса“ содержит отдельные элементы саспенса, но этих моментов сравнительно немного. Это по большей части довольно обычное, стандартное произведение, которое часто предполагает экшн по сценарию, хотя на самом деле в фильме его практически нет. Сценарий с многочисленными разговорами замедляет ход до пешего». Журнал при этом отметил, что «к своим достоинствам фильм может отнести хороший состав исполнителей во главе с Сидни Гринстритом и Питером Лорре».
Современные критики, напротив, дают фильму очень высокие оценки. Так, журнал «TV Guide» назвал фильм «одним из величайших классических фильмов нуар 1940-х годов», в котором «нет суперзвёзд, только равные по силу отличные актёры, великолепный сценарий, полный тонких интриг и неожиданностей, и увлекательная постановочная работа Негулеско». «TimeOut» также назвал фильм «отличным нуаровым триллером по роману Эрика Эмблера», добавив, что он «использует композиционный приём „Гражданина Кейна“, где робкий автор детективов (Лорре), заинтригованный известием об убийстве опасного международного преступника, начинает воссоздавать историю его жизни, разговаривая с людьми из его прошлого». Кинокритик Крейг Батлер назвал фильм «запутанным, небольшим шпионским триллером, переходящим в фильм нуар, который доставит большое наслаждение поклонникам интриг и предательства. Он выполнен в смутном свете, скрывающем столько же, сколько и показывающем».
При характеристике фильма Кроутер пишет: «Рассказывая живописную историю автора детективных романов, который ведёт охоту на ближневосточного бродягу, преступная карьера которого на Балканах вызвала у писателя священный трепет, фильм глубоко погрязает в разговорах и скучных тривиальных флэшбеках. Этот негодяй Димитриос, которого писатель как будто считает очень увлекательным бандитом, ни разу не показывает себя более чем подонком с дешевым и банальным списком преступлений. А детектив, построенный вокруг расследования его прошлого, просто пудрит зрителю мозги». Кроутер заканчивает словами: «Редко когда ваш рецензент ожидал столь терпеливо — и безнадёжно — того неожиданного момента, когда на него что-либо произведёт впечатление». «TimeOut» характеризует фильм как «неглубокий, но стильный и атмосферический, с яркими, живыми психологическими образами», особенно выделяя игру Гринстрита в роли «добродушного шантажиста, который трогательно помогает Лорре», а благодаря «слабому освещению фильм слегка напоминает „Мальтийского сокола“ (оба фильма снимал Артур Идисон)» .
Кинокритик Деннис Шварц пишет, что «в 1940-е годы студия „Уорнер бразерс“ умела быстро создавать подобные этому великолепные саспенс-фильмы на регулярной основе». Далее он пишет, что «фильм довольно точно следует роману британского писателя Эрика Эмблера и по сравнению с традиционными американскими нуарами имеет ярко выраженный европейский дух… Фильм искусно смешивает факты и вымысел, создавая образ безжалостного антигероя, который основан на одном из величайших интриганов мира, миллиардере и короле боеприпасов Бэзиле Захароффе. Его ранняя карьера отражена в карьере коварного Димитриоса Макропулоса». Однако, как считает Шварц, «сама история слишком поверхностная, чтобы претендовать на нечто большее, чем фильм категории В».
Батлер пишет, что «основополагающая завязка — действительно ли является только что обнаруженный труп трупом суперпреступника Димитриоса? — хорошо знакома, но в данном случае она отлично срабатывает, а сюжетные повороты, которые она обеспечивает, захватывают». Далее он продолжает: «Действительно, „Маска“ была бы высшим классом жанра нуар, если бы не тот факт, что сценарий слишком часто вязнет в разговорах. Текст хороший, часто заманчивый; но слишком часто сценарист Фрэнк Грубер решает рассказать нам то, что в фильмах следовало бы показывать. Однако, это сравнительно небольшой недостаток, и поклонники такого типа фильмов получат от „Маски“ вполне достаточное удовлетворение».
Крейг Батлер отмечает, что «Негулеско ставит фильм со стилем и изяществом; если он порой и попадает в сети некоторых более многословных эпизодов, он всё равно возвращает фильм обратно и каждый раз восстанавливает обороты». Далее он подчёркивает, что «значительную помощь Негулеско оказывает операторская работа Артура Идисона, решающий элемент в фильмах такого типа». Шварц также отмечает, что «благодаря затемнённому освещению и призрачной операторской работе известного оператора Артура Идисона — он также делал „Мальтийского сокола“ — фильм сохранил свои нуаровые свойства, несмотря на то, что ему не хватает обычного нуарового пессимизма». Кроутер обратил внимание на то, что "создатели картины «очень либерально обошлись с декорациями при съёмках международных погонь и балканских забегаловок».
Почти все критики положительно отнеслись к основным актёрским работам. «Variety» выражает мнение, что «Гринстрит и Лорре являются главными капиталом фильма…, а Скотт убедительно играет заглавного героя». Крейг Батлер также считает, что «актёры являются плюсом фильма, отличную игру демонстрируют Закари Скотт, Питер Лорре (в коей-то веки сыгравший симпатичного персонажа), Виктор Франсен, и превыше всех — уникальный Сидни Гринстрит».
Шварц пишет, что «богатый аромат фильму придают два главных характерных актёра, которые одновременно и остроумны, и вульгарны. Они, наряду с сильной игрой Скотта, придают фильму необходимую ему жизнь». Он замечает: «Во время идущей полным ходом Второй мировой войны, когда многие ведущие актёры были призваны в армию, освободились главные роли для таких характерных актёров, как Сидни Гринстрит и Питер Лорре, которым в качестве партнёров не требовались романтические дамы».
Кроутер оказался одним из немногих, кому не понравилась актёрская игра. Он, в частности, посчитал, что «Лорре играет писателя не очень сильно, так как роль требует забавной беззаботности, чего он ей не придаёт,… Гринстрит играет в своём лукавом стиле, напоминая епископа, а Скотт, который дебютирует в этом фильме, представляет подлого Димитриоса как стального американского гангстера». С другой стороны, он написал, что «Виктор Франсен, Стивен Герей и Фэй Эмерсон хороши в своих небольших ролях». Шварц обратил внимание на то, что «привлекательная Фэй Эмерсон незадолго до того вышла замуж за сына президента Рузвельта и таким образом получила место в списке ведущих актёров, хотя сыграла небольшую роль».